# Radessa pardalota
Radessa pardalota är en fjärilsart som beskrevs av Munroe 1977. Radessa pardalota ingår i släktet Radessa och familjen Crambidae. Inga underarter finns listade i Catalogue of Life.